# Luftpost – Zeitschrift für Atemwegskranke
Die Luftpost – Zeitschrift für Atemwegskranke ist ein deutsches Gesundheitsmagazin zu Lungen- und Atemwegserkrankungen. Das vierteljährlich erscheinende Heft wurde 1992–2023 von der Patientenliga Atemwegserkrankungen e. V.  herausgegeben. Der Verein hat sich 2023 aufgelöst. Das Heft erscheint weiterhin und wird vom SP Medienservice, Köln herausgegeben und wird an die Mitglieder der kooperierenden Verbände versendet. Die Luftpost wird in Fachpraxen, Reha-Kliniken und den Kliniken mit pneumologischem Schwerpunkt kostenlos verteilt.
Die Zeitschrift widmet sich hauptsächlich den Themen chronisch obstruktive Lungenerkrankungen und Lungensport, berichtete aber auch über Rehabilitation und neuartige Entwicklungen in der Therapie. Unter den Autoren sind neben Ärzten und Physiotherapeuten auch Patienten. So sollten Themenkreise aus verschiedenen Perspektiven angesprochen werden.